# Epalzeorhynchos
Genre
Le genre Epalzeorhynchos regroupe plusieurs espèces de poissons de la famille des Cyprinidae.

## Liste des espèces
Selon FishBase (19 novembre 2016) :
- Epalzeorhynchos bicolor - (Smith, 1931)
- Epalzeorhynchos frenatum - (Fowler, 1934)
- Epalzeorhynchos kalopterus - (Bleeker, 1851)
- Epalzeorhynchos munensis - (Smith, 1934)

Selon ITIS (19 novembre 2016) :
- Epalzeorhynchos bicolor - (Smith, 1931)
- Epalzeorhynchos bicornis - (Wu in Wu, Lin, Chen, Chen et He, 1977)
- Epalzeorhynchos frenatum - (Fowler, 1934)
- Epalzeorhynchos kalopterus - (Bleeker, 1851)
- Epalzeorhynchos munensis - (Smith, 1934)